# كريستوفر ماكليود
كريستوفر ماكليود (بالإنجليزية: Christopher McLeod)‏ هو مخرج أمريكي، ولد في 30 أكتوبر 1953 في لونغ آيلند في الولايات المتحدة.

## وصلات خارجية
- كريستوفر ماكليود على موقع IMDb (الإنجليزية)